# Amblyaeneus victoriae
Amblyaeneus victoriae är en stekelart som beskrevs av Heinrich 1965. Amblyaeneus victoriae ingår i släktet Amblyaeneus och familjen brokparasitsteklar. Inga underarter finns listade i Catalogue of Life.